# Phalacrus corruscus
Phalacrus corruscus – gatunek chrząszcza z rodziny pleszakowatych.

## Taksonomia
Gatunek ten opisany został po raz pierwszy w 1797 przez Georga Wolfganga Franza Panzera pod nazwą Anisotoma corrusca.

## Morfologia
Chrząszcz o krótko-owalnym, bardzo mocno wysklepionym ciele długości od 1,5 do 3 mm. Ubarwienie ma głównie czarne. Czułki mają buławkę z ostatnim członem dwukrotnie dłuższym niż szerokim, dłuższym niż dwa poprzednie razem wzięte. Przedplecze jest trapezowate, delikatnie i stosunkowo gęsto punktowane, zaopatrzone w delikatne żeberko na krawędzi tylnej. Kształt dużej tarczki jest trójkątny. Na powierzchni pokryw występuje stosunkowo wyraźna mikrorzeźba oraz punkty regularnie rozproszone na odległości dwukrotnie większe niż ich średnice; część punktów umieszczona jest w niemal niewidocznych rzędach. Rząd przyszwowy jest pojedynczy. Zapiersie ma półkoliste linie biodrowe. Odnóża mają brązowawe stopy. Przednia para odnóży ma na zewnętrznej krawędzi goleni dwa przylegające do siebie ząbki.

## Ekologia i występowanie
Jest mykofagiem żerującym na zarodnikach grzybów. Larwy przechodzą rozwój w kłosach porażonych przez grzyby. Aktywne osobniki dorosłe obserwuje się w sezonie wegetacyjnym, najliczniej latem i jesienią. Żerują na grzybach występujących na trawach, roślinach zielnych i krzewach. Zimują w ściółce leśnej i pod obluźnioną korą drzew, w tym świerków, sosen i klonów.
Gatunek palearktyczny, znany z Portugalii, Hiszpanii, Andory, Irlandii, Wielkiej Brytanii, Francji, Holandii, Niemiec, Szwajcarii, Austrii, Włoch, Malty, Danii, Szwecji, Norwegii, Finlandii, Estonii, Litwy, Polski, Czech, Słowacji, Węgier, Ukrainy, Mołdawii, Rumunii, Bułgarii, Słowenii, Chorwacji, Bośni i Hercegowiny, Czarnogóry, Serbii, Albanii, Grecji, europejskiej, syberyjskiej i dalekowschodniej części Rosji, Cypru, Turcji i Afryki Północnej.